# Power Instinct
 (octobre 2019).
Si vous disposez d'ouvrages ou d'articles de référence ou si vous connaissez des sites web de qualité traitant du thème abordé ici, merci de compléter l'article en donnant les références utiles à sa vérifiabilité et en les liant à la section « Notes et références ».
Power Instinct (豪血寺一族, Gōketsuji Ichizoku, qu'on pourrait traduire par "Famille Gouketsuji"), est une série de jeux vidéo de combat débutée en 1993 par Atlus.

## Titres
Au Japon, cette série comprend plusieurs volets :
- Power Instinct, sorti en 1993 sur Arcade, Megadrive et sur Super Nintendo.
- Power Instinct 2, sorti en Arcade et sur PlayStation en 1994.
- Power Instinct Legends, sorti en Arcade uniquement en 1995.
- Groove on Fight, sorti en Arcade et sur Sega Saturn en 1997.
- Power Instinct Matrimelee, sur Neo Geo en 2002.
- Shin Goketsuji Ichizoku: Bonnou no Kaihou, sur Playstation 2 en 2006.
- Goketsuji Ichizoku Matsuri Senzo Kuyou, sur Arcade En 2009.

## Hors-série
- Purikura Daisakusen (プリクラ大作戦) est un jeu de shoot/Plate-forme se passant dans l'univers de la saga. Sorti en 1996 en Arcade uniquement.
- CR Goketsuji Ichizoku (CR 豪血寺一族) est un pachinko se passant dans l'univers de la saga. C'est le second spin-off de la série de jeu (après Purikura Daisakusen). Il est sorti en 2010.

## Manga
- Le manga Goketsuji Ichizoku (The power instinct) (1994-1995) d'Hikaru Takashiro est édité en français Chez Black Box édition en décembre 2020.